# بنجامين دارو
بنجامين دارو هو محامي وسياسي أمريكي، ولد في 14 نوفمبر 1868، وتوفي في 1911 بسبب حادث مرور.